# DJ Thomilla

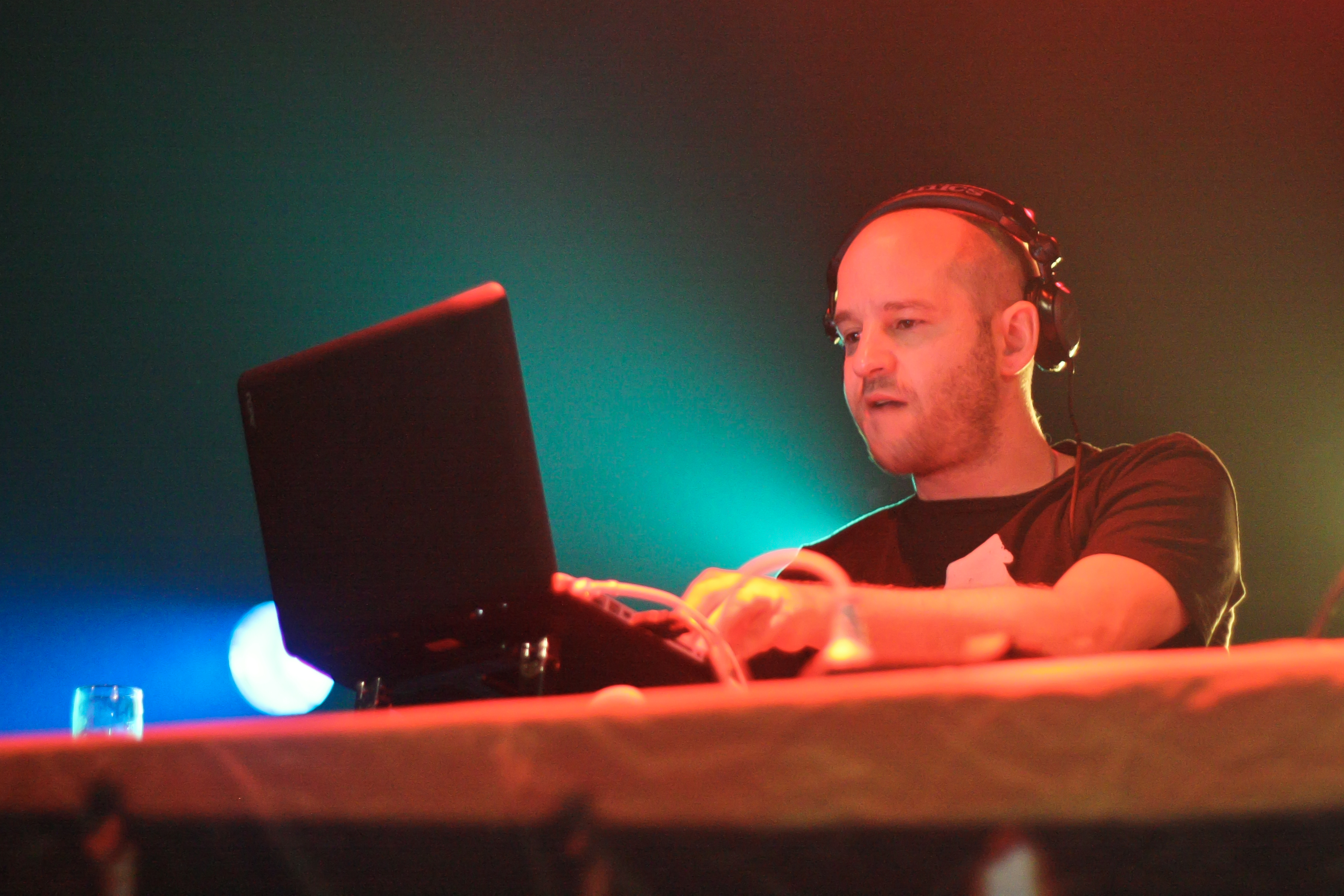
DJ Thomilla (2010)

DJ Thomilla (* 19. Januar 1974 als Thomas Burchia in Stuttgart) ist ein deutscher DJ, Musikproduzent und Komponist. Er ist ein Teil der DJ- und Dancemusik-Produzenten-Duos Turntablerocker und Bodymovin. In den 1990er Jahren war er aktiver Mitgestalter der Stuttgarter Hip-Hop-Szene.

## Werdegang

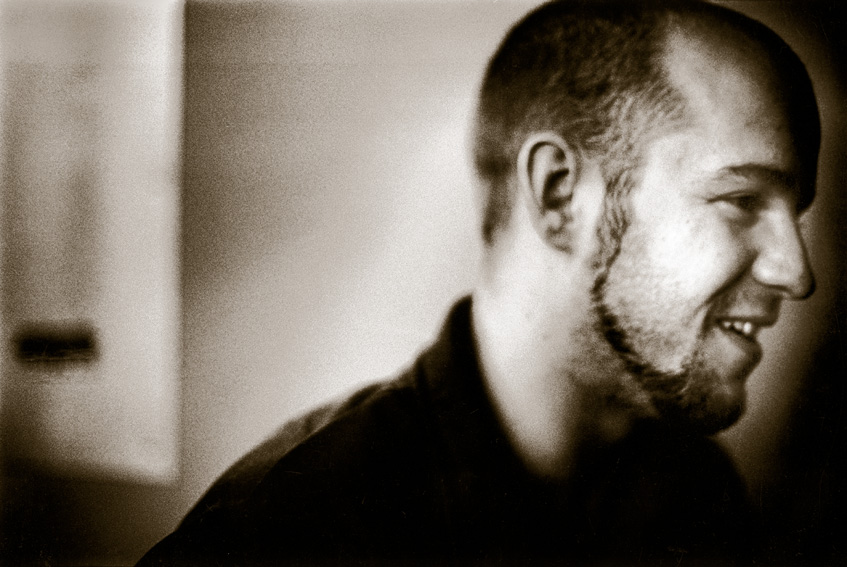
DJ Thomilla, (1998)

Nach der Schule absolvierte er mit 17 seine Ausbildung zum Einzelhandelskaufmann bei Radio Barth. Seine erste Anerkennung verdiente sich Thomilla Anfang der 1990er als DJ und Produzent der autarken Stuttgarter Hip-Hop-Formation Kolchose, aus der auch Massive Töne, Afrob und der Freundeskreis um Max Herre hervorgingen. In der 1994 entstandenen Gruppe Die Krähen war Thomilla als Live-DJ tätig. Mit dieser Band veröffentlichte er die LP Benztown auf dem Hamburger Label Buback.
Ab der Gründung der Produktionsfirma Benztown, die er mit seinem Geschäftspartner und Produzenten Peter Hoff betrieb, trat Thomilla neben seiner Tätigkeit als DJ zunehmend als Produzent auf. Mit einem 1996 für Die Fantastischen Vier produzierten Remix für das Lied Picknicker wurde er erstmals deutschlandweit bekannt. Im Laufe seiner Musikkarriere arbeitete Thomilla mit Größen des deutschen Hip-Hops wie Fünf Sterne deluxe, Massive Töne, Thomas D, Spezializtz, Fischmob oder Ferris MC zusammen. Durch die Kollaboration mit Künstlern wie Afrob, Joy Denalane und Gentleman kurbelte er die Clubtauglichkeit von Hip-Hop, Soul und R&B in Deutschland an. Auch internationale Stars wie Outkast, Raphael Saadiq & Q-Tip, Bounty Killer oder Mary J Blige hat er geremixt.
Eine enge Zusammenarbeit verbindet Thomilla mit den Fantastischen Vier. 1999 wurde er von ihnen als Support auf Tournee in Deutschland, Österreich und der Schweiz mitgenommen. Auf ihren mit Gold und Platin ausgezeichneten Alben Viel, Fornika, Für dich immer noch Fanta Sie und Rekord war Thomilla als Komponist, Produzent und Remixer tätig. Als Sidecoach für Michi Beck und Smudo von den Fantastischen Vier war DJ Thomilla bei Pro7 und Sat.1 im Zuge der Fernsehsendung The Voice of Germany tätig und hinter den Kulissen auch Ansprechpartner und Ratgeber für viele der beteiligten Künstler im Team Fanta. Außerdem wurden die beiden Debütalben der Sieger aus den Staffeln vier und fünf, Charley Ann Schmutzler und Jamie-Lee Kriewitz, von ihm in seinem Berliner Studio aufgenommen und produziert.

## Beteiligung am Projekt Turntablerocker

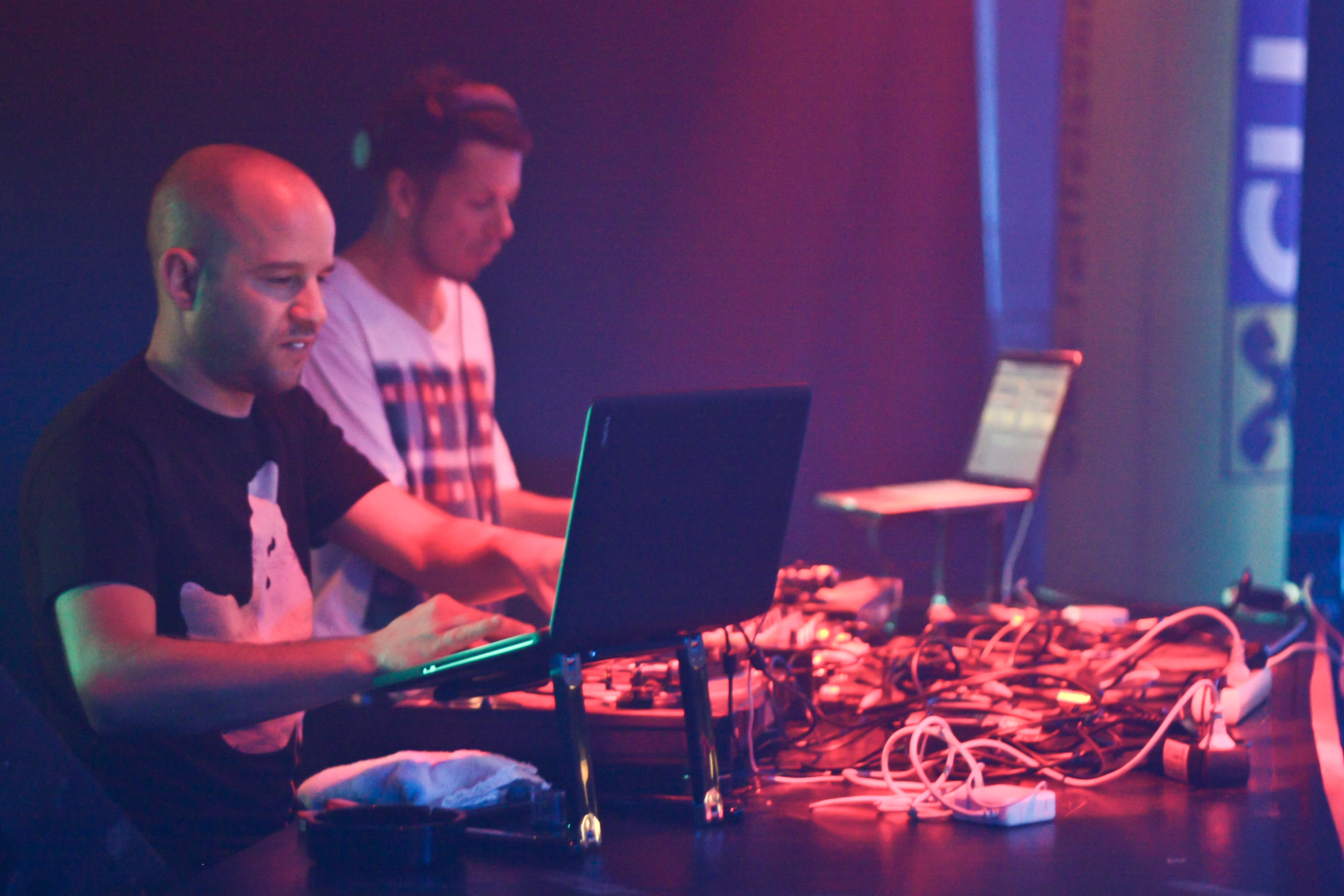
Turntablerocker (2010)

Thomilla und Michi Beck haben sich erstmals 1994 in einem Plattenladen, in dem Thomilla als Verkäufer jobbte, getroffen. Zu der Zeit legte er in der populären Discothek Red Dog auf. Beide Künstler stellten schnell fest, dass sie einen ähnlichen Musikgeschmack haben. Nach den regelmäßigen Begegnungen im Plattenladen entschloss man sich, dass Michi Beck zum Red-Dog-Mittwochs-Team dazu stoßen solle. Der kleine Club wurde die Geburtsstätte des DJ- und Produzententeams Thomilla und Michi Beck. 
Nachdem das Red Dog geschlossen worden war, begannen die beiden, als DJ-Team zu touren. Vor allem waren sie bemüht, der von House und Techno dominierten deutschen Clubszene einen zum Tanzen geeigneten Mix aus Eastcoast-Rap, Soul und R’nB entgegenzusetzen. Diese tanzbare Mischung nannten sie „Boogie“. Infolge der gemeinsamen Studioarbeit im Zeitraum zwischen 1996 und 1997 entwickelte sich das Soloalbum von Michi Beck, Weltweit. Dieses wurde von Thomilla im Benztown Studio produziert. Der auf diesem Album enthaltene Track Turntablerocker war namensgebend für das DJ-Duo. In den folgenden Jahren sind die drei gemeinsamen Alben Classic (2001), Smile (2002) und EinsZwei (2012) sowie mehrere Maxis entstanden.

## Solokarriere
Im Jahre 2000 erschien das erste Solo-Konzeptalbum von Thomilla, Genuine Draft, das er mit mehreren deutschen und ausländischen Hip-Hop-Künstlern wie Afrob, Gentleman, Ferris MC, MC Rene, Spezializtz und Zora aufgenommen hatte. Die Bedeutung dieses Albums beschränkte sich nicht ausschließlich auf die breite Palette von vielfältigen musikalischen Charakteren, es markierte zugleich den Auftakt für eine Reihe von Platten, bei denen die DJs zunehmend in den Mittelpunkt des Rap-Geschehens gerückt wurden. Das Album schaffte es auf den Platz 11 und konnte sich sechs Wochen in den deutschen Charts halten.
2004 präsentierte Thomilla sein zweites Album, Freeze. In musikalischer Hinsicht markierte die Platte einen Abkehr von HipHop beeinflussten Grooves. Thomilla vermischt Elektro-, Pop-, Funk-, HipHop- und Dance-Elemente «zu einem eigenwillig klingenden Soundcocktail» und realisierte damit seine Version von Popmusik. Im Gegensatz zu Genuine Draft verzichtete Thomilla weitgehend auf Samples. Im Zuge der Arbeit an diesem Album hat er begonnen, Gitarrenunterricht zu nehmen.

## Beteiligung am Projekt Bodymovin
Das Projekt Bodymovin starteten Thomilla und DJ Friction (Mitglied des Trios Freundeskreis) im Jahre 2004 nach der gleichnamigen Tour zu ihren letzten Alben. Die beiden Musiker kennen sich seit Anfang der 1990er Jahre. Als Mitglieder der Kolchose-Posse hatten sie dieselben Wurzeln und durchliefen eine ähnliche musikalischen Entwicklung. Bereits bei den Tourneen der Turntablerocker war DJ Friction als DJ- und Band-Support dabei gewesen. Zu der Zeit produzierten die beiden schon Tracks zusammen und hatten sich gegenseitig auf ihren Soloalben mit Gastbeiträgen unterstützt. 2009 wurde das erste gemeinsame Album des Duos, Bodymovin, veröffentlicht. Musikalisch legen sich die beiden nicht auf ein bestimmtes Genre fest, lassen aber ihre Vorlieben für Disco-Funk aus den frühen 1980ern, Electro-Boogie, aber auch Deep-House-Produktionen spüren.

## Diskografie

### Studioalben
- 1999: Genuine Draft
- 2004: Freeze

### Singles
- 1999: Wenn der Beat flippt
- 1999: Schnapsidee (feat. Wasi & Dendemann)
- 2000: Get Up (feat. Afrob)
- 2000: Wickedness Broke Ya Neck (feat. Gentleman)
- 2000: Nutten (feat. Spezializtz & Hausmarke)
- 2003: Freaky Girl (feat. Ayak)
- 2004: Slap That Bitch (feat. Özlem)
- 2004: On My Mind (feat. David Whitley)

### Kompositionen & Produktionen (Auswahl)
- 1998: Hausmarke – Weltweit (Album)
- 1998: Fischmob – Susanne zur Freiheit
- 1999: Afrob feat. Ferris MC – Reimemonster
- 1999: Massive Töne – Chartbreaker (Einmal Star und zurück)
- 1999: Brooke Russel feat. Gentleman – So Sweet
- 2000: MC Rene – Ich würde alles für dich tun
- 2000: Spezializtz – Tut Was Ihr Nicht Lassen Könnt
- 2001: Sekou The Ambassador – Coup d'Etat
- 2002: DaNaCee – Spotlight (Album)
- 2003: Ferris MC – Zur Erinnerung
- 2004: Die Fantastischen Vier – Troy
- 2007: Die Fantastischen Vier – Einfach Sein
- 2007: Die Fantastischen Vier – Mehr Nehmen
- 2010: Die Fantastischen Vier – Wie Gladiatoren
- 2010: Die Fantastischen Vier – Die Lösung
- 2010: Die Fantastischen Vier – Was Wollen Wir Noch Mehr?
- 2013: Die Fantastischen Vier – Illimonadi
- 2013: Thomas D feat. Roman Lob – Immer wenn Du lachst
- 2014: Die Fantastischen Vier – 25
- 2014: Die Fantastischen Vier – Und los
- 2014: Die Fantastischen Vier – Single
- 2014: Die Fantastischen Vier – Disco
- 2014: Die Fantastischen Vier – Frieden, wie denn
- 2014: Die Fantastischen Vier – Wie geliebt
- 2014: Die Fantastischen Vier – Lass sehen
- 2014: Die Fantastischen Vier – Das Spiel ist aus
- 2014: Charley Ann – Blue Heart
- 2014: Calvin Bynum – Why is my girl in your bed
- 2015: Charley Ann – To Your Bones (LP)
- 2015: Die Fantastischen Vier – Name Drauf
- 2015: Matthias Zanquila – Broken Heart (From The Voice Of Germany Season 5)
- 2015: Jamie-Lee Kriewitz – Ghost (mit Anna Leyne und Conrad Hensel)
- 2015: Jamie-Lee Kriewitz – Berlin (LP)
- 2016: Robert Ildefonso – Breaking Out (From The Voice Of Germany Season 6)
- 2016: Yasmin Sidibe – River (From The Voice Of Germany Season 6)
- 2016: Marc Amacher – Roots Boy Boogie (From The Voice Of Germany Season 6)

### Remixe (Auswahl)
- 1995: Die Fantastischen Vier – Populär (Krähen Klub Mix)
- 1997: Sens Unik vs. Die Fantastischen Vier – Original (Benztown Mixdown)
- 1997: Die Fantastischen Vier – Pickniker (Benztown Mixdown/Milla’s Pickniker)
- 1997: Freundeskreis – Enfants Terribles International (Genuine Draft Remix)
- 1997: OutKast – Atliens
- 1997: Thomas D – Killesberg Baby (Milla’s Benztown Remix)
- 1998: Fünf Sterne Deluxe – Dein Herz schlägt schneller
- 1998: Deborah – On Court Toujours (Turntablerocker Radio Mix)
- 1999: Spezializtz – Kennst Ja
- 1999: Raphael Saadiq – Get Involved
- 1999: Die Fantastischen Vier – MfG – Mit freundlichen Grüßen (Milla's Benztown RMX)
- 1999: Die Fantastischen Vier – Michi Beck In Hell
- 1999: Gentleman – In The Heat Of The Night
- 1999: Eternal – What’cha Gonna Do
- 2000: DaNaCee – Stop (Benztown Mixdown)
- 2000: The Pharcyde – Frontline (Turntablerocker Remix)
- 2001: Bob Sinclar – Ich Rocke (Turntablerocker Remix)
- 2001: Mary J. Blige – Give Me You (Thomilla Benztown Remix)
- 2001: Young MC – Bust A Move (Turntablerocker Remix)
- 2001: Manumatei – Schau Mich An
- 2001: Tiefschwarz – Never (Turntablerocker Remix)
- 2001: Ludacris – Area Codes (Turntablerocker Remix)
- 2003: Patrice – Music
- 2003: Tok Tok vs Soffy O – Day Of Mine (Turntablerocker Remix)
- 2003: Elektrochemie LK – Sweet Darling (Turntablerocker Remix)
- 2004: Malente – Washington
- 2004: Jam & Spoon – Butterfly Sign
- 2004: Fanny Pack – So Stylistic (Turntablerocker Remix)
- 2005: Gwen Stefani – Holla Back Girl (Turntablerocker Remix)
- 2005: Edwin Star – War (Turntablerocker Remix)
- 2006: Gods Of Blitz – Greetings From Flashback Ville (Turntablerocker Remix)
- 2007: Tiefschwarz – No More Trouble (Turntablerocker Remix)
- 2007: Die Fantastischen Vier – Ernten Was Wir Säen – (Turntablerocker Remix)
- 2008: Culcha Candela – Besonderer Tag (Benztown Mixdown)
- 2008: Die Fantastischen Vier – Ichisichisichisich (Bodymovin Remix)
- 2009: Bodymovin – Everybody (Turntablerocker Remix)
- 2009: Scooter – I'm Raving (Turntablerocker Remix)
- 2010: Aura Dione – Something From Nothing (Turntablerocker Remix)
- 2012: Rammstein – Mein Herz brennt (Turntablerocker Remix)
- 2012: Aka Aka feat. David Thalstroem – French Toast (Turntablerocker Remix)
- 2015: Die Fantastischen Vier – Name Drauf feat. Seven (Schowi & Milla Remix)

### Projekt Turntablerocker

#### Alben
- 2001: Classic
- 2002: Smile
- 2012: einszwei
- 2013: Grow Up – EP

#### Singles
- 2000: A Little Funk
- 2000: No Melody
- 2002: Time For Music
- 2002: Love Supreme
- 2002: Rings
- 2005: I Heard You Were Dead
- 2008: All Night/Anyone
- 2008: Whenever Wherever
- 2011: Von Vorn
- 2012: Alles auf die 303

### ProjektBodymovin

#### Alben
- 2009: Bodymovin

#### Singles
- 2009: Good Time
- 2009: Everybody